# Rhytidostemma
Rhytidostemma é um género de plantas com flores pertencentes à família Apocynaceae.
A sua distribuição nativa vai do Panamá ao Sul da América Tropical.
Espécies:
- Rhytidostemma badilloi (Morillo) Morillo
- Rhytidostemma floresii (Morillo) Morillo
- Rhytidostemma fontellanum Morillo
- Rhytidostemma hoffmanii (Morillo) Morillo
- Rhytidostemma laurae (Morillo) Morillo
- Rhytidostemma peruvianum (Morillo) Morillo
- Rhytidostemma surinamense (Morillo) Morillo
- Rhytidostemma viride (Moldenke) Morillo